# Michelle Ruff
Michelle Suzanne Ruff (Detroit, Michigan, 1967. szeptember 27. –) amerikai szinkronszínész, főként animéket és videójátékokat szinkronizál.

## Jelentős szerepei

### Anime
- Angel Tales - Ran the Goldfish
- Ai Yori Aoshi - Aoi Szakuraba
- Akira: The Special Edition - Kaori
- Battle B-Daman - Marilyn
- Bleach - Kucsiki Rukia, Mahana Nacui
- Blue Dragon - Kluke
- Brigadoon: Marin & Melan - Moe
- Carried by the Wind: Cukikage Ran - Mjao
- Cardcaptor Sakura: The Movie 2 - Tomojo Daidoudzsi
- Code Geass - Euphemia Li Britannia, Lelouch vi Britannia (gyermek), Arthur (a macska)
- Chobits - Chi, Elda, Freya
- Daphne in the Brilliant Blue - Sizuka Hajama
- DearS - Miu
- DeVedasy - Naoki Macudo
- Di Gi Charat - Rabi~en~Rose (Hikaru Uszada)
- Digimon Frontier - Zoe Orimoto/Kazemon/Zephyrmon
- Digimon Tamers - Lopmon, Antylamon
- Digimon Data Squad - Michelle Crier
- Diszgaea - Etna
- .hack//Liminality - Mai Minasze
- Dual! Parallel Trouble Adventure - Micuki Szanada
- Duel Masters 2.0 - Yoh Momma
- Fighting Spirit - Mari Iimura
- Gad Guard - Aiko Mary Harmony
- Gate Keepers - Kaoru Konoe
- Ghost in the Shell: Stand Alone Comlex - Togusza felesége
- Ghost in the Shell: Stand Alone Complex Solid State Society - Tacsikoma, Togusza felesége
- Great Teacher Onizuka - Urumi Kanzaki
- Girls Bravo - Miharu Szena Kanaka
- Groove Adventure Rave - Elie
- Gun Sword - Carmen99
- Gurren Lagann - Joko Littner
- Hanaukjo Maid Team - Konoe Curugi
- Hand Maid May - Kaszumi Tani
- Idaten Jump - Juki
- IGPX Microseries - Szuzaku
- IGPX tv-sorozat - Elisa Doolittle
- Jungle De Ikou - Nami
- Kannazuki no Miko - Csikane Himemija
- Koi Kaze -Kaname Csidori
- Kjo Kara Maoh! - Anissina von Karbelnikoff
- Last Exile - Alvis E. Hamilton, Tatiana Wisla
- Le Portrait de Petit Cossette - Cossette d'Auvergne
- Leave it to Piyoko - Rabi~en~Rose (Hikaru Uszada)
- A Little Snow Fairy Sugar - Shaga Bergman
- Love Hina - Njamo Namo
- Lupin The 3rd - Fudzsiko Mine (Geneon)
- Lucky ☆ Star - Cukasza Hiiragi, Minami Ivaszaki
- Marmalade Boy - Miki Koisikava, egyéb szerepek
- MÄR - Snow/Kojuki
- Mega Man Star Force - Hope Stalar
- The Melancholy of Haruhi Suzumiya - Juki Nagato, Mijuki Enomoto
- The Melody of Oblivion - Melody of Oblivion
- Mobile Suit Gundam: The 08th MS Team (Georgette Rose álnéven) - Kiki Rosita
- Monte Cristo grófja - Eugenie Danglars
- Naruto - Orocsimaru női teste, Fúma Szaszame
- Naruto Shippuden - Macuri
- Omishi Magical Theater: Risky Safety - Safety/Mrs. Adachi
- Onegai Teacher - Koisi Herikava
- Onegai Twins - Koisi Herikava
- Paranoia Agent - Cukiko Szagi
- Pilot Candidate - Kizna Towryk
- Please Teacher! - Koisi Herikava
- Puppet Princess - Princess Rangiku, Miruru
- Ruróni Kensin - Szekihara Tae, Szandzsou Cubame
- Samurai Champloo - Jacuha
- Samurai Girl: Real Bout High School - Hitomi Juuki
- Scrapped Princess - Winia Chester
- S-CRY-ed - Ajasze Tarada, Keika
- Stellvia - Jajoi Fudzsiszava
- Street Fighter IV - Crimson Viper
- TOKKO - Rjoko Ibuki
- Cukihime, Lunar Legend - Arcueid Brunestud
- Vandread - Belvedere Coco
- Wild Arms: Twilight Venom - Laila/Gina Angel/Goddess
- Witch Hunter Robin - Jurika Doudzsima
- Wolf’s Rain - Leara
- X-TV - Kotori Monou
- Zatch Bell! - Naomi, Marylou, Hyde, Sugino, Princess Marie, Nana Baba, Ivy
- Zenki - Csiaki Enno

### Nem anime
- Az Oblong család - Yvette Ann Rebee Debbie

### Filmek
- Digimon: Island of the Lost Digimon - Zoe Orimoto/Kazemon
- Over the Hedge - Kisebb szerepek
- Mobile Suit Gundam F91 - Cecily Fairchild/Berah Ronah
- Bleach: Elveszett emlékek - Kucsiki Rukia
- Bleach: A gyémántpor lázadás - Kucsiki Rukia
- Bleach: Homályos emlékek - Kucsiki Rukia, Dark Rukia
- A Kaptár – Bioterror - Rani Chawla
- Sakura Wars: The Movie - Szumire Kanzaki
- Street Fighter Alpha – A film - Szakura
- Street Fighter Alpha Generations - Szakura
- Zenon: The Zequel - Bemondó a PA rendszeren
- Final Fantasy VII: Advent Children - Kisebb szerepek
- Tale of Despereaux - Kisebb szerepek

### Videojátékok
- .hack//Infection - Kisebb szerepek
- .hack//Mutation - Kisebb szerepek
- .hack//Outbreak - Kisebb szerepek
- .hack//Quarantine - Kisebb szerepek
- Aedis Eclipse: Generation of Chaos - Keri
- Armored Core: For Answer - Fiona Jarnefeldt
- Atelier Iris 2: The Azoth of Destiny - Viese Blanchimont
- Atelier Iris 3: Grand Phantasm - Iris Fortner
- Baroque - Alice, Thummim
- BlazBlue: Calamity Trigger - Carl Clover
- Bleach: Dark Souls - Kucsiki Rukia
- Bleach: Shattered Blade - Kucsiki Rukia
- Catherine - Katherine McBride
- Cy Girls - Ice
- Cross Edge - Etna, Aurica Nestmille
- Dirge of Cerberus: Final Fantasy VII - Kisebb szerepek
- Disgaea 2: Cursed Memories - Etna
- Disgaea 3: Absence of Justice - Etna, Salvatore the Great
- Drakengard - Arioch
- Dragoneer's Aria - Mary Murphy
- Eureka Seven vol.1: New Wave - Ruri
- Eureka Seven vol.2: The New Vision - Ruri
- Groove Adventure Rave: Fighting Live - Elie
- Jade Cocoon: Story of the Tamamayu - Mahbu
- Luminous Arc 2 - Fatima
- Lupin the 3rd: Treasure of the Sorcerer King - Fujiko Mine
- Magna Carta II - Zephie
- Odin Sphere - Velvet
- Operation Darkness - Cynthia Rivele, Kisebb szerepek
- Prinny: Can I Really Be the Hero? - Etna
- Rumble Roses XX - Reiko Hinomoto / Rowdy Reiko
- Rune Factory Frontier - Cinnamon
- SD Gundam Force: Showdown! - Sayla
- Shadow Hearts: Covenant - Alice Elliot/Ouka (Georgette Rose álnéven)
- Shin Megami Tensei: Persona 3 - Yukari Takeba
- Spectrobes - Jeena
- Star Ocean: Till the End of Time - Sophia Esteed, Ameena Leffeld
- Street Fighter IV - Crimson Viper
- Suikoden IV - Paula
- Tales of Vesperia - Rita Mordio
- Tales of the World: Radiant Mythology - Rutee Katrea
- The Last Remnant - Glenys
- Time Hollow - Ashley Threet
- Valkyrie Profile 2: Silmeria - Alicia
- Zatch Bell! Mamodo Fury - Naomi, Hyde, Sugino

### Egyéb szerepek
- Adventures in Voice Acting - Önmaga